# Sigiswang
Sigiswang (mundartlich: Sigiswong) ist ein Gemeindeteil der Gemeinde Ofterschwang im bayerisch-schwäbischen Landkreis Oberallgäu.

## Geographie
Das Dorf liegt circa einen Kilometer südlich des Hauptorts Ofterschwang am Fuße des Sigiswanger Horns.

## Ortsname
Der Ortsname stammt vom Personennamen Sigī(n) sowie wanc für Halde und bedeutet (Siedlung an/auf dem) Wiesenland des Sigī(n).

## Geschichte
Sigiswang wurde erstmals urkundlich im Jahr 1366 erwähnt, als das Hochstift Augsburg Geldzins zu Sigeswanc bezog. Im Jahr 1680 wurde die Wolfgangskapelle erbaut. 1799 fand die Vereinödung Sigiswangs mit 27 Teilnehmern statt. Die Mühle im Ort wurde um 1910 abgebrochen.

## Baudenkmäler
Siehe: Liste der Baudenkmäler in Sigiswang